# Erto e Casso
Erto e Casso är en kommun i regionen Friuli-Venezia Giulia i Italien och tillhörde tidigare även provinsen Pordenone som upphörde 2017. Kommunen hade 372 invånare (2018).